# 大樹インターチェンジ
大樹インターチェンジ（たいきインターチェンジ）は、北海道広尾郡大樹町宇振別に建設中の帯広広尾自動車道のインターチェンジである。このICの「大樹」という名称は仮称である。

## 歴史
- 2016年度（平成28年度） : 忠類大樹IC - 豊似IC（仮称）間（15.1km）が新規事業化[1]。
- 未定 : 忠類大樹IC - 豊似IC間（大樹広尾道路）開通に伴い供用開始予定。

## 接続道路
- 北海道道622号幸徳大樹停車場線

## 周辺
- 大樹中央運動公園
- 道の駅コスモール大樹

## 隣
E60 帯広広尾自動車道（大樹広尾道路）
(7) 忠類大樹IC -（事業中）- 大樹IC（仮称）（事業中） - 豊似IC（仮称）（事業中）